# Mort sur la piste
Pour plus de détails, voir Fiche technique et Distribution.
Mort sur la piste est un téléfilm franco-belge réalisé par Philippe Dajoux sur un scénario de Matthieu Savignac et Didier Neyrac, et diffusé pour la première fois en Belgique le 7 septembre 2023 sur La Une et en France le 4 novembre 2023 sur France 2.
Cette fiction est une coproduction de Neyrac Films, France Télévisions, Be-FILMS et la RTBF (télévision belge), réalisée avec la participation de la Radio télévision suisse (RTS) et de TV5 Monde, ainsi que le soutien de la région des Pays de la Loire et de l'Automobile Club de l'Ouest.

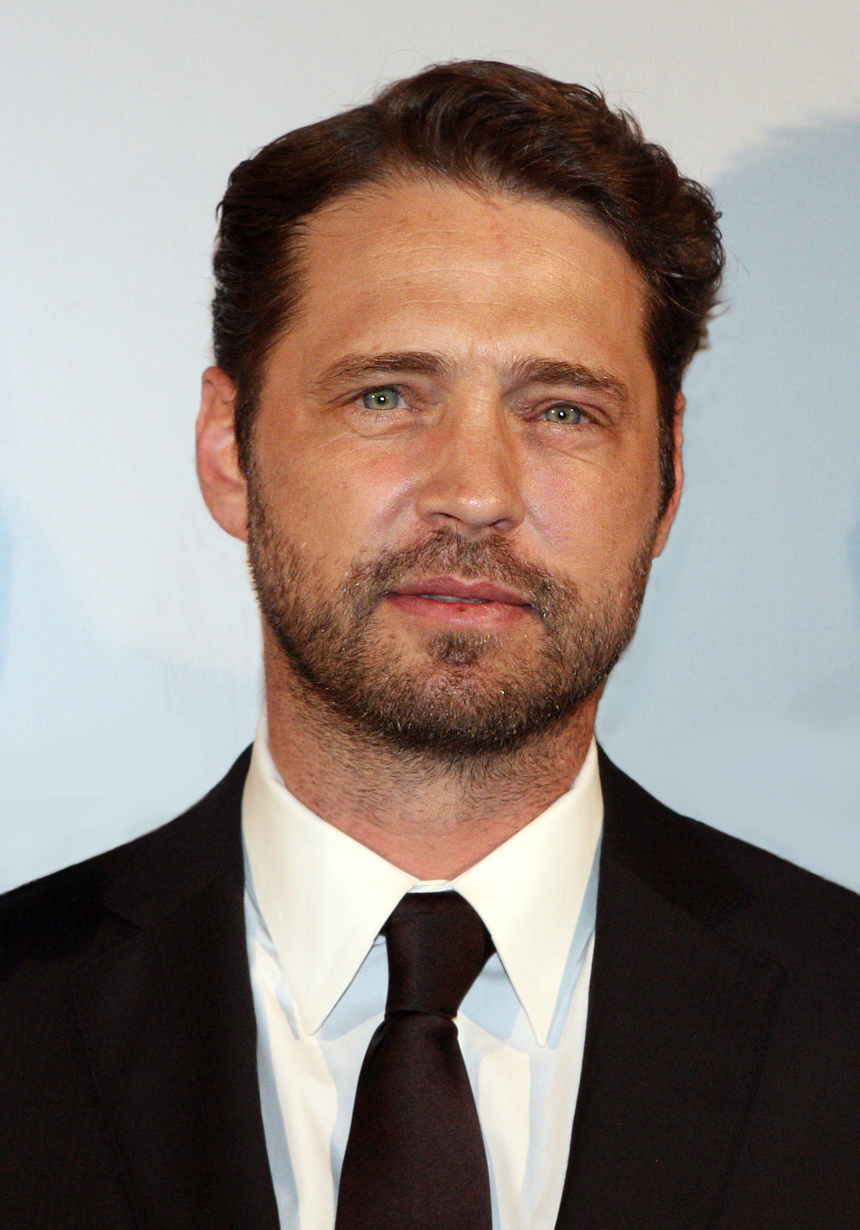
Jason Priestley.

## Fiche technique
- Titre français : Mort sur la piste
- Réalisation : Philippe Dajoux[1],[3],[4]
- Scénario : Matthieu Savignac et Didier Neyrac[1],[3],[4]
- Musique : Sébastien Baret
- Décors : Laurence Brenguier
- Costumes : Laetitia Guiral
- Cheffe coiffeuse : Séverine Papin[4]
- Photographie : Bruno Rosanvallon
- Son : Jean-Paul Bernard
- Montage : Constance Alexandre
- Production : Jean-Baptiste Neyrac[1]
- Sociétés de production : Neyrac Films[1]
- Pays de production :  France /  Belgique
- Langue originale : français
- Format : couleur
- Genre : Policier
- Durée : 90 minutes[5]
- Dates de première diffusion :
  - Belgique : 7 septembre 2023 sur La Une[6]
  - France : 4 novembre 2023 sur France 2[2],[7],[8]

## Distribution[9]
- Jason Priestley : Ryan Martin
- Éléonore Bernheim : Sabrina Nedjard
- Olivier Marchal : Antoine Palestro
- Roby Schinasi : Thomas Palestro
- Adèle Galloy : Camille Palestro
- Paul Angeli : Jérémy Tellier
- Olivia Courbis : lieutenant Estelle
- Rudy Basset : lieutenant Théo
- François Bureloup : le médecin légiste
- Jacques Bouanich : Dino Lavezzi
- Guillaume Haubois : Mathieu Nerval
- Marie Guillard : la mère de Mathieu Nerval
- Mathieu Delarive : Tristan Poncelet
- Guillaume Faure : commandant Dumont
- Louvia Bachelier : Lola Nedjard, la fille de Sabrina
- Angèle Garnier : Mélanie Meyer
- Benoît Tréluyer : Franck Turpin
- Romain Valette : Maxime Simonet
- Annaëlle L'Hopital : Léa Lavoine
- Emmanuelle Schaaff : Julie Delplat
- Sebastian Lazennec : Julien Meyer

## Production

### Genèse et développement
Le scénario est de la main de Matthieu Savignac et Didier Neyrac, et la réalisation est assurée par Philippe Dajoux,.
La production est assurée par Jean-Baptiste Neyrac pour Neyrac Films.
Le scénariste Didier Neyrac précise : « J'ai couvert les 24h pendant 20 ans pour France Télévisions et à chaque fois, je me suis dit qu'il y avait un film à faire sur les 24h et sur la région. J'adore la région ». Son frère, le producteur Jean-Baptiste Neyrac, confirme : « Mon frère a eu l'idée d'un synopsis dans lequel un comédien américain jouait un flic qui revenait en France. En partant de cette idée, on a discuté avec France Télévisions pour monter un projet autour des 24h du Mans ». Comme le centenaire de cette course mythique avait lieu cette année, Jean-Baptiste Neyrac estimait qu'« il y avait une vraie logique à partir là-dessus ». Il a fallu convaincre l'Automobile Club de l'Ouest, créateur et organisateur des 24h du Mans, pour pouvoir tourner sur le circuit : « On leur a expliqué qu'un polar dans l'univers des 24h du Mans pouvait faire entre 5 et 6 millions de téléspectateurs. Grâce à cet argument, ça a fonctionné » et les équipes du film ont pu tourner pendant deux jours sur le circuit, explique encore le producteur.

### Attribution des rôles
Le producteur Jean-Baptiste Neyrac explique comment Jason Priestley, l'acteur canadien qui interprétait Brandon Walsh dans la série Beverly Hills 90210, a été recruté pour le téléfilm : « Le film se passe pendant le centenaire des 24 heures du Mans, qui a lieu cette année. Il faut savoir que cette course est très connue aux États-Unis, presque plus qu'en France. C'était donc l'occasion de donner une dimension plus internationale au film. Pour la crédibilité et l'authenticité du personnage, nous avions besoin de quelqu'un qui soit au minimum d'Outre-Manche, voire d'Outre-Atlantique. Nous cherchions aussi quelqu'un qui parle français. On a contacté une directrice de casting anglaise et nous avons répertorié des comédiens potentiels. Jason Priestley arrivait en tête de notre liste. Il a été très réceptif puisqu'on a eu un retour de sa part extrêmement rapide, en moins de 48 heures. La directrice de casting n'en croyait pas ses yeux ! ». Le producteur s'est rendu à Nashville pour présenter le projet au comédien : « On a rencontré quelqu'un d'extrêmement motivé. Il a adoré le scénario et l'histoire de cet ancien pilote qui revient en France 25 après. Il parle aussi un français… parfaitement américain avec un charmant accent ».
Jason Priestley, qui a eu une carrière de pilote dans les années 1990 avant d'être victime d'un accident en 2002 en Indy Pro Series, confie : « Être au Mans et travailler sur le circuit est vraiment agréable pour moi. J'ai été un pilote de course pendant longtemps, j'ai couru dans toutes les grandes courses américaines, mais je ne l'ai jamais fait au Mans » confie-t-il à France 3,. « C'est un défi de jouer dans une autre langue que la mienne, et j'avais envie de le relever » confiait l'acteur durant le tournage, au journal Le Parisien. « Le sujet, bien sûr, me plaisait, ce qui était important. Mais ce qui m'intéressait le plus, c'était de tourner en France ». L'acteur essaie de venir en France tous les deux ou trois ans en vacances : « J'ai été partout en France : c'est l'un de mes pays préférés. C'est pour cela que venir tourner en France a été une décision très facile pour moi ».
Philippe Dajoux, le réalisateur du film, souligne que « c'est une première d'avoir un acteur américain comme Jason Priestley dans une fiction française ».
De son côté, Éléonore Bernheim confie : « J'avais très envie de travailler avec Philippe Dajoux, le réalisateur, et quand on m'a dit que c'était avec Jason Priestley, je me suis dit qu'il fallait honorer la vie. C'est un peu pour ça que j'ai accepté aussi, je me suis dit que si jamais à 12 ans quand je regardais Beverly Hills, que je rentrais le soir à 18h pour pas louper un épisode, on m'avait dit 'Tu vois ce gars-là, le Brandon ? Un jour, tu vas tourner avec lui' je n'y aurais pas cru »,.

### Tournage
Le tournage se déroule du 12 avril au 12 mai 2023 au Mans, sur le circuit automobile et dans les environs, dans le département français de la Sarthe dans la région des Pays de la Loire,,,,.
Lors d'une conférence de presse vidéo organisée par France 3 le 13 octobre 2023, Jason Priestley avoue à propos du tournage : « Tout le monde parlait français, c'était un défi pour moi de suivre avec mon français de lycée du Canada. C'était la première fois, mais je reviendrai dès qu'on me le demandera ».

## Accueil

### Diffusions et audience
En Belgique, le téléfilm, diffusé le 7 septembre 2023 sur La Une, est regardé par 331 250 téléspectateurs.
En France, le succès obtenu par le téléfilm en Belgique convainc France Télévisions de le diffuser sur France 2 et non sur France 3 comme initialement prévu. Diffusé le 4 novembre 2023 sur France 2, il est regardé par 4 640 000 téléspectateurs, soit 23,8% sur l'ensemble du public et permet à la chaîne publique de s'imposer comme leader des audiences.

### Accueil critique
Pour le magazine Moustique, « le duo d'inspecteurs emmené par Éléonore Bernheim et Jason Priestley est un peu inégal, la première étant moins convaincante que le second dans le rôle de l'enquêtrice intransigeante. Olivier Marchal, en revanche, convainc totalement en Antoine Palestro, le patron bourru et mystérieux de l'écurie éponyme ».
Le magazine Télé 7 jours estime que, dans ce téléfilm policier tourné avec une icône des années 90, « l'enquête pour meurtre, en toile de fond, ne déçoit pas ».
Pour l'hebdomadaire Télé Star, Mort sur la piste est « un thriller solide mené avec brio par un tandem hétéroclite et talentueux ».